# Banco Bilbao Vizcaya Argentaria
Banco Bilbao Vizcaya Argentaria (ісп. вимова: [ˈbaŋko βilˈβao βiθˈkaʝa aɾxenˈtaɾja]), більш відомий під абревіатурою BBVA, — іспанська міжнародна фінансова група з головним офісом в Більбао та Мадриді. Є однією з найбільших фінансових груп у світі, крім Іспанії діє також в країнах Південної та Північної Америки, Туреччині та Румунії.
Банк був заснований 28 травня 1857 року як «Banco de Bilbao» (Банк Більбао) в Більбао. Операційний офіс BBVA розташовано в Мадриді. Він є другим найбільшим банком в Іспанії після Grupo Santander. Його акції котируються на Мадридській фондовій біржі і є складовою іспанського індексу IBEX 35, так само як і Euro Stoxx 50.
За підсумком 2018 року, активи BBVA складали 676 млрд євро. Мережа обслуговування налічувала 7963 відділень, кількість співробітників біля 126 тис., кількість клієнтів 74,5 млн. Група представлена в більш ніж 30 країнах.

## Галерея

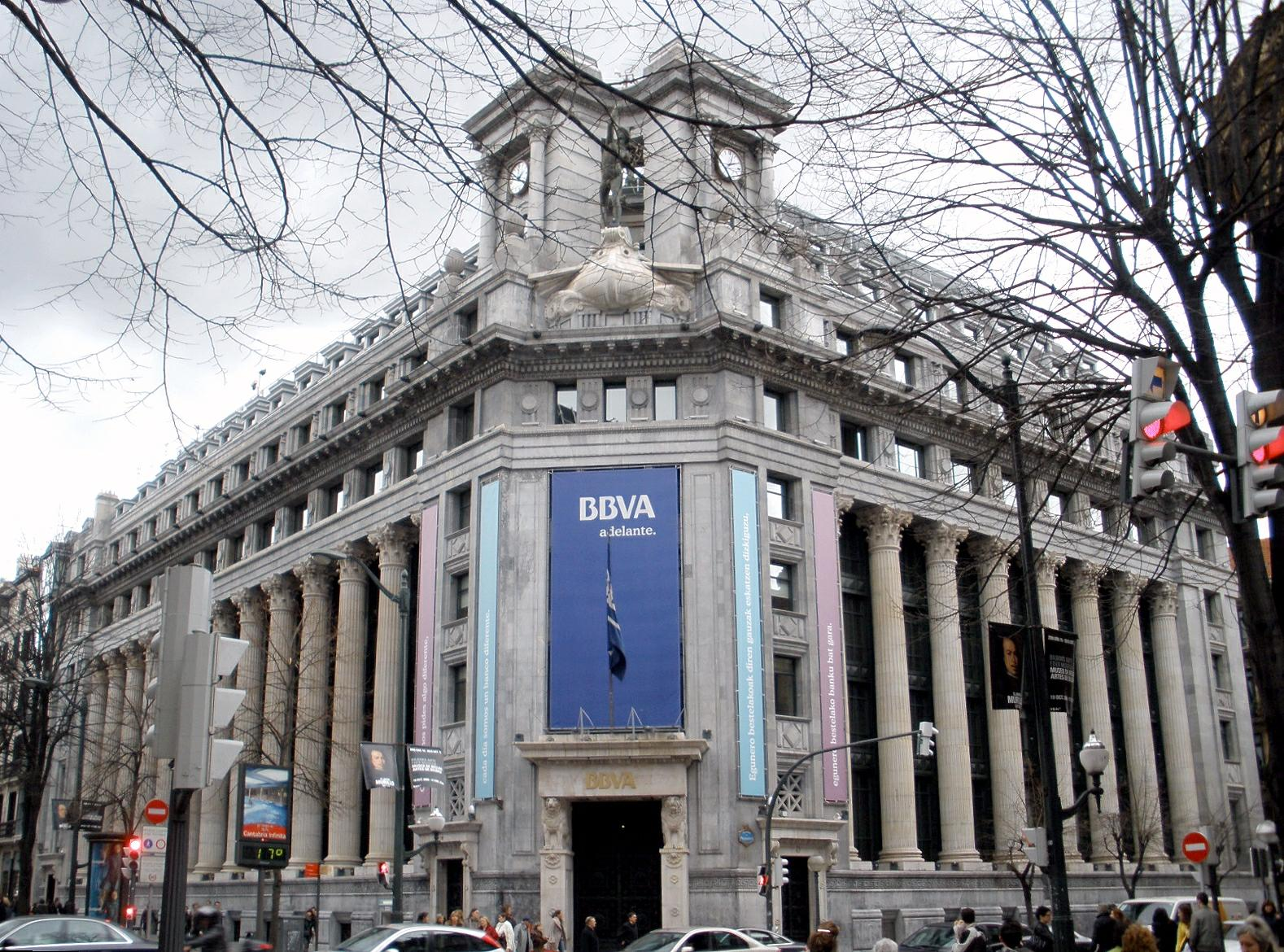
Головний офіс BBVA в Більбао (2010)
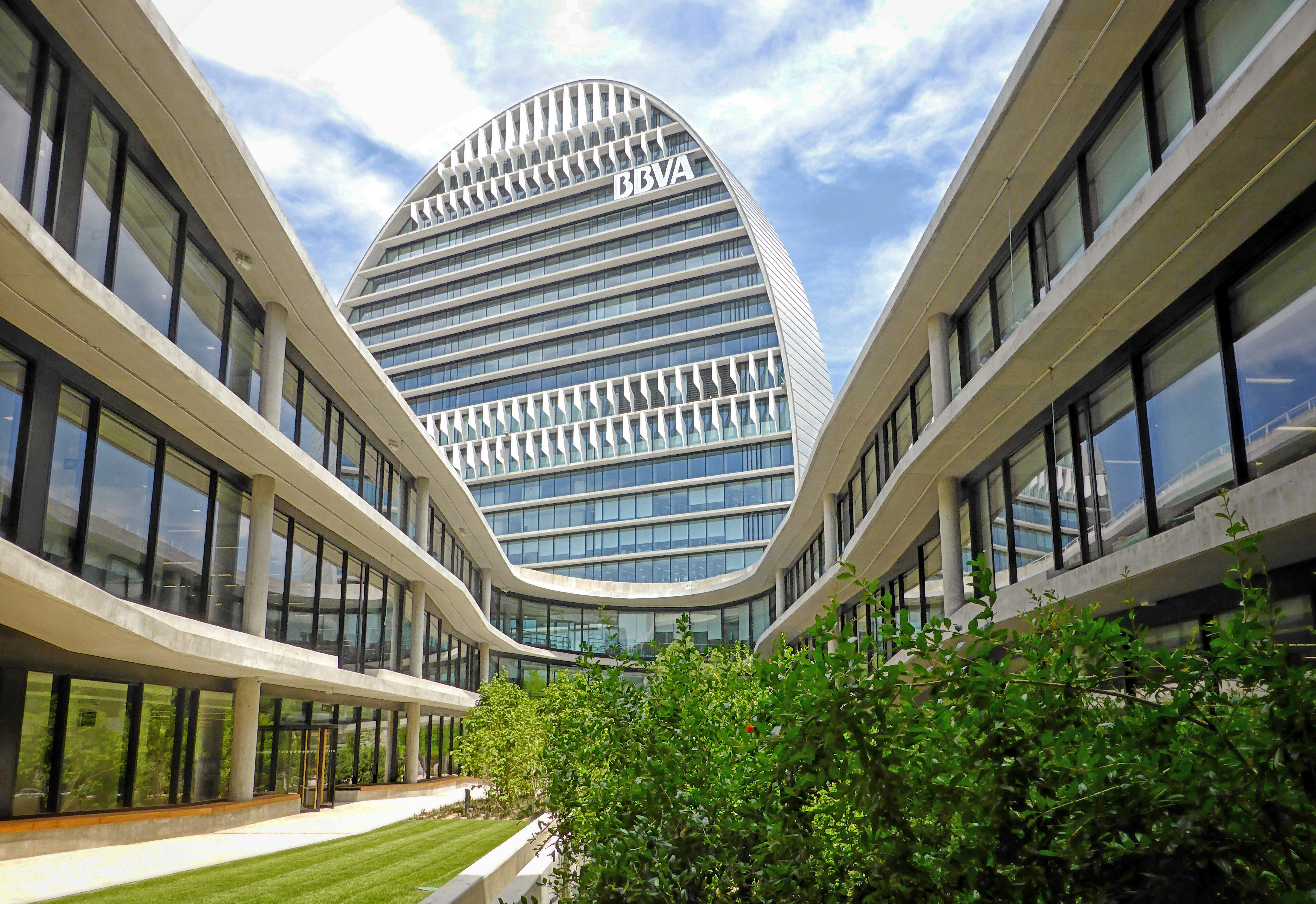
Операційний офіс в Мадриді (2016)
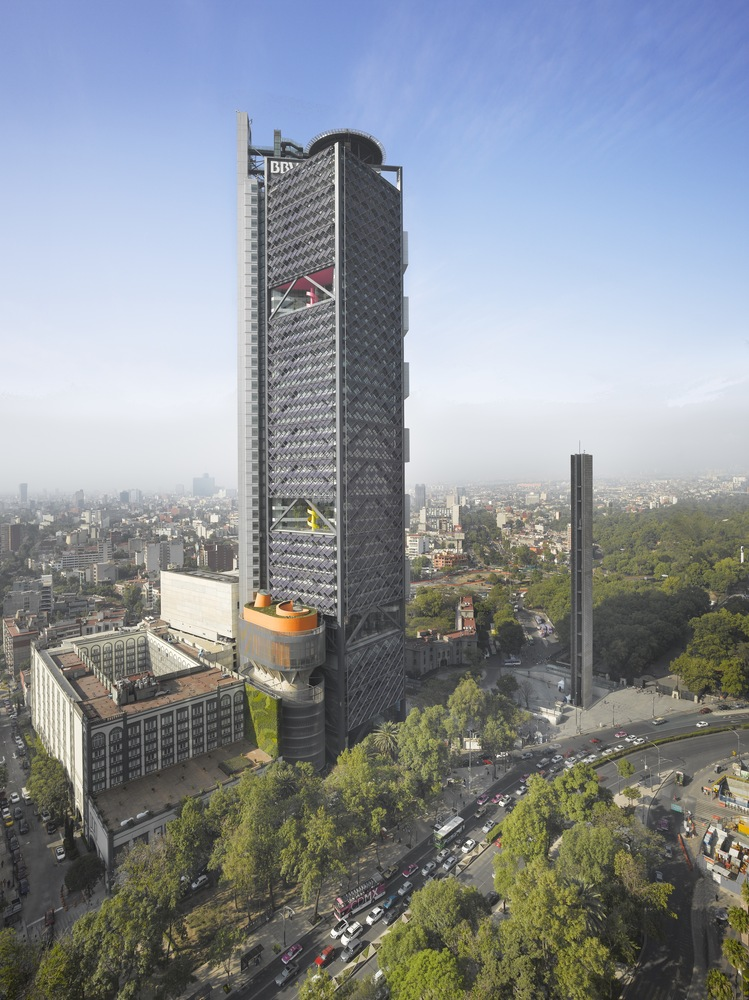
Офіс BBVA у Мехіко (2016)